# Erdteilkampf Europa – Nordamerika
Der Erdteilkampf Europa – Nordamerika 1993 war eine Boxveranstaltung.
Austragungsort des im März 1993 ausgerichteten Erdteilkampfes war Berlin. Es traten Boxer des nordamerikanischen gegen solche des europäischen Kontinents an. Insgesamt wurden 24 Kämpfe absolviert. Der Vergleich endete mit einem 12:12-Unentschieden.

## Ergebnisse der einzelnen Gewichtsklassen
| Gewichtsklasse                  | Europa                             | Ergebnis                                       | Nordamerika     |
| ------------------------------- | ---------------------------------- | ---------------------------------------------- | --------------- |
| Halbfliegengewicht (bis 48 kg)  | Daniel Petrow                      | 9:13 n. P.                                     | Rogelio Marcelo |
| Fliegengewicht (bis 51 kg)      | Paul Ingle                         | 18:3 n. P.                                     | Roy Porter      |
| Bantamgewicht (bis 54 kg)       | Wladislaw Antonow                  | 9:10 n. P.                                     | Joel Casamayor  |
| Federgewicht (bis 57 kg)        | Heiko Hinz (Schwerin)              | 17:6 n. P.                                     | Viktor Damian   |
| Leichtgewicht (bis 60 kg)       | Marco Rudolph (Cottbus)            | 12:1 n. P.                                     | Lorenzo Aragón  |
| Halbweltergewicht (bis 63,5 kg) | Oleg Saitow                        | 2:8 n. P.                                      | Héctor Vinent   |
| Weltergewicht (bis 67 kg)       | Oktay Urkal (Berlin)               | 14:0 n. P.                                     | Orlando Hollis  |
| Halbmittelgewicht (bis 71 kg)   | Orhan Delibaş                      | Abbruch wegen starker Überlegenheit (2. Runde) | Julio Acosta    |
| Mittelgewicht (bis 75 kg)       | Dirk Eigenbrodt (Frankfurt (Oder)) | 4:10                                           | Ariel Hernández |
| Halbschwergewicht (bis 81 kg)   | Sven Ottke (Berlin)                | 8:8 n. P. (44:36 nach Hilfspunkten)            | Ramón Garbey    |
| Schwergewicht (bis 91 kg)       | Vojtěch Rückschloss                | Abbruch wegen starker Überlegenheit (3. Runde) | Félix Savón     |
| Superschwergewicht (über 91 kg) | Swilen Rusinow                     | 0:6                                            | Roberto Balado  |